# Bailmarchad, Manvi
Bailmarchad là một làng thuộc tehsil Manvi, huyện Raichur, bang Karnataka, Ấn Độ.